# Blériot VIII
Il Blériot VIII fu uno dei primi aerei francesi e fu costruito nel 1908 dal pioniere dell'aviazione Louis Blériot. L'aereo, che segnò un passo avanti rispetto al precedente Blériot VII nella serie di aerei sperimentali realizzati dal francese, si rivelerà significativo per l'adozione di una configurazione alare e di un sistema di controllo che stabiliranno uno standard per gli aeromobili realizzati nei decenni successivi.

## Storia del progetto
Nel 1907, Blériot aveva sperimentato velivoli aventi una configurazione alare a tandem: nel caso del Blériot VI, la coppia di ali anteriore e quella posteriore avevano la stessa ampiezza, mentre nel caso del successivo Blériot VII, la larghezza della coppia posteriore era stata ridimensionata e portata a un valore pari alla metà della larghezza della coppia anteriore. Nel suo nuovo aeroplano, costruito all'inizio del 1908 e battezzato Blériot VIII, il pioniere francese decise di diminuire ancora l'apertura della coppia di ali posteriore, fino a non far avere più a quest'ultima un ruolo decisivo nella fase di decollo e facendola di fatto diventare uno stabilizzatore orizzontale, mentre l'apertura della coppia di ali anteriore fu aumentata di circa il 10%. La maggiore novità fu però l'adozione di una singola barra di comando centrale per controllare sia il rollio, tramite il movimento di alettoni posti all'estremità delle ali, che il beccheggio, mentre il timone, e quindi l'imbardata, era controllato da una barra orizzontale e oscillante azionata dai piedi del pilota, l'antenata dell'odierna pedaliera. Un sistema di controllo simile per il rollio e il beccheggio era già stato introdotto in un velivolo l'anno prima da Robert Esnault-Pelterie ma il Blériot VIII fu il primo aeromobile a utilizzare la barra centrale controllata con le mani in combinazione con una barra del timone orizzontale controllata con i piedi, introducendo le basi di un sistema di pilotaggio utilizzato ancora oggi. Altra novità rispetto al modello precedente fu poi l'ammortizzazione anche della ruota posteriore e non solo di quelle anteriori, mentre la propulsione fu affidata anche stavolta a un motore Antoinette 8V da 50 CV (37 kW) che azionava un'elica a quattro pale avente un diametro di 2,20 m.
Le prove del velivolo iniziarono il 21 aprile del 1908 presso Issy-les-Moulineaux ma non furono molto soddisfacenti e nel corso Blériot decise di apportare alcune modifiche al velivolo, riducendo l'apertura della coppia di ali anteriore e aumentando le superfici alari di coda. Le modifiche si rivelarono efficaci e con il nuovo modello "VIII-bis", Blériot riuscì a volare effettuando dei cerchi completi nel cielo e ad arrivare alla quota di 600 m, vincendo così, il 29 giugno, il suo primo premio ufficiale riservato dall'Aero-Club de France a chi avesse per primo superato l'altitudine di 200 m. Nel luglio dello stesso anno, Blériot infranse tutti i suoi record precedenti, riuscendo a volare per 8 minuti e 24 secondi, a 20 metri d'altezza e percorrendo circa 6 km. Il 23 dello stesso mese, però, a causa di un incidente in fase di atterraggio in cui Blériot rimase illeso, l'aereo si danneggiò gravemente e il pilota francese ne approfittò per costruirlo in versione migliorata, la "VIII-ter", con la quale riprese a volare il 12 agosto. Dopo altri voli di successo, però, il 12 settembre l'aereo andò quasi distrutto in un incidente da cui, di nuovo, Blériot uscì illeso.
Seguendo l'esempio dei fratelli Farman e dei fratelli Wright, Blériot propose alla vendita il Blériot VIII, continuando comunque ad effettuare test con lo stesso velivolo nell'aperta campagna di Toury, dove il 21 ottobre realizzò un volo lungo 7 km. La sera del 30 ottobre Blériot venne a conoscenza del record continentale stabilito da Henri Farman, che aveva volato per 27 km alla velocità di 75 km/h lungo la rotta tra Bouy e Reims e ritorno, e decise di prendersi quindi gli onori della cronaca il giorno seguente, volando per 28 km da Toury ad Artenay e ritorno a 80 km/h e stabilendo il nuovo record europeo.
Il 4 novembre, in procinto di iniziare un volo che lo avrebbe dovuto portare fino a Chartres, Blériot ruppe irreparabilmente il motore del Blériot VIII durante la fase di decollo e il velivolo fu questa volta definitivamente dismesso. In conseguenza, l'aviatore francese tornò a Parigi, in particolare a Neuilly-sur-Seine dove aveva già iniziato la costruzione dei tre modelli successivi, i Blériot IX, X e XI.